# Dolichotarsus kingi
Dolichotarsus kingi là một loài ruồi trong họ Tachinidae.